# Gino Arnoffi
Gino Arnoffi (Ripapersico, 17 agosto 1916 – Wolinzewo, 6 dicembre 1941) è stato un militare italiano, decorato di Medaglia d'oro al valor militare alla memoria durante la seconda guerra mondiale.

## Biografia
Nacque a Ripapersico, frazione del comune di Portomaggiore, il 17 agosto 1916. Il 5 ottobre 1937 venne chiamato a prestare servizio militare di leva, in forza all'82º Reggimento fanteria del Regio Esercito, in qualità di mitragliere. Prestò successivamente servizio presso la Scuola Centrale di Fanteria di Civitavecchia, venendo posto in congedo nell'agosto del 1938. Dopo lo scoppio della seconda guerra mondiale, il 14 settembre 1939 venne richiamato in servizio attivo, assegnato al suo reggimento di appartenenza. Dopo l'entrata in guerra del Regno d'Italia, avvenuta il 10 giugno 1940, partecipò col suo reparto, assegnato alla 52ª Divisione fanteria "Torino", alle operazioni sul fronte occidentale. Nell'aprile 1941 partecipò all'invasione della Jugoslavia, rimanendo nei Balcani fino al mese di luglio, quando partì per combattere sul fronte orientale contro l'Unione Sovietica al seguito del CSIR. 
Cadde in combattimento il 6 dicembre 1941 a Quota 129 di Wolinzewo. Per onorarne il coraggio in questo frangente venne decretata dapprima la concessione della Medaglia d'argento al valor militare alla memoria, successivamente trasformata in Medaglia d'oro.
Una via a Cesano, una a Portomaggiore, una a San Biagio di Argenta, e un giardino a Ravenna portano il suo nome. Intitolata a Arnoffi è anche una compagnia dell'82º Reggimento Fanteria Torino nella caserma "Ruggiero Stella" di Barletta.

### Fonti
1. 1 2 3  Gruppo Medaglie d'Oro al Valor Militare 1965, p. 757.
2. 1 2 3 4 5  Combattenti Liberazione.
3. 1 2 3  Bertelli 2012, p. 39.
4. ↑   Gino Arnoffi, su quirinale.it. URL consultato il 16 maggio 2019.
5. ↑  Registrato alla Corte dei conti lì 12 novembre 1951, Esercito registro 47, foglio 151.
6. ↑  Registrato alla Corte dei conti lì 27 luglio 1948, Esercito registro 16, foglio 311.